# Richard Thomas Lowe
Richard Thomas Lowe (4 de desembre de 1802-13 d'abril de 1874) fou un botànic, ictiòleg, malacòleg, escriptor i clergue anglicà anglès.

## Biografia
L'any 1825 es gradua en el "Christ's College", de Cambridge, i aquest mateix any pren les sagrades ordres, com diaca, i l'any 1830 s'ordena sacerdot. És pastor a l'illa Madeira l'any 1832, on es desenvolupa com naturalista, estudiant extensament la flora i la fauna local, produint un llibre sobre la flora de Madeira (Manual flora of Madeira). Va tornar cap a Anglaterra, sent rector a Lea, Lincolnshire, l'any 1852.
L'any 1874 mor en el transcurs d'un naufragi a Sicília.

## Honors

### Epònims
- Omosudis lowii
- Octolasmis lowei C. Darwin, Cirripedia)